# Rok Petrovič
Rok Petrovič (Lubiana, 5 febbraio 1966 – Vallegrande, 16 settembre 1993) è stato uno sciatore alpino sloveno che gareggiò per la nazionale jugoslava, vincitore della Coppa del Mondo di slalom speciale nella stagione 1985-1986.

## Biografia

### Carriera sciistica
Petrovič, specialista delle prove tecniche, nella competizioni giovanili raccolse molte affermazioni, come le cinque vittorie nel Trofeo Topolino tra il 1977 e il 1980; ai Mondiali juniores di Auron 1982 fu 4º nello slalom gigante e l'anno dopo, nella rassegna iridata giovanile di Sestriere 1983, vinse la medaglia d'oro nello slalom speciale e quella di bronzo nello slalom gigante. Nella stagione 1984-1985 colse il primo piazzamento (11º nello slalom speciale di Sestriere del 10 dicembre) e il primo podio (2º nello slalom speciale di Park City del 20 marzo) in Coppa del Mondo; partecipò inoltre ai Mondiali di Bormio 1985, classificandosi 7º nello slalom speciale.
Nella stagione 1985-1986 raggiunse l'apice della sua carriera: ottenne tutte le sue cinque vittorie in Coppa del Mondo (la prima il 1º dicembre a Sestriere, l'ultima l'11 marzo a Heavenly Valley) e a fine stagione divenne il primo sciatore jugoslavo a vincere una coppa di cristallo di specialità, la Coppa del Mondo di slalom speciale, con 25 punti di vantaggio su Paul Frommelt, Bojan Križaj e Ingemar Stenmark, secondi a pari merito; si piazzò anche al 7º posto nella classifica generale.
Dopo queste affermazioni non riuscì a ripetersi negli anni successivi, oscurato in parte dal suo connazionale Križaj; nella stagione 1986-1987 conquistò il suo ultimo podio in Coppa del Mondo, il 20 dicembre a Kranjska Gora in slalom speciale (2º), e prese parte ai Mondiali di Crans-Montana 1987, classificandosi 12º nello slalom gigante e 15º nello slalom speciale. Ai XV Giochi olimpici invernali di Calgary 1988, sua unica presenza olimpica, fu 9º nello slalom gigante e 11º nello slalom speciale; si ritirò al termine della stagione 1988-1989 e il suo ultimo piazzamento fu il 15º posto nello slalom speciale di Coppa del Mondo disputato a Shigakōgen il 10 marzo.

### Altre attività
Nel 1989 aveva deciso di porre termine alla carriera agonistica per dedicarsi agli studi, sempre correlati allo sport. Non riuscì tuttavia a portarli a termine perché un incidente pose fine alla sua vita, il 16 settembre 1993, quando all'età di 27 anni annegò durante un'immersione nel mare antistante l'isola croata di Curzola.

## Palmarès

### Mondiali juniores
- 2 medaglie:
  - 1 oro (slalom speciale a Sestriere 1983)
  - 1 bronzo (slalom gigante a Sestriere 1983)

### Coppa del Mondo
- Miglior piazzamento in classifica generale: 7º nel 1986
- Vincitore della Coppa del Mondo di slalom speciale nel 1986
- 9 podi:
  - 5 vittorie
  - 3 secondi posti
  - 1 terzo posto

#### Coppa del Mondo - vittorie
| Data             | Località        | Paese       | Specialità |
| ---------------- | --------------- | ----------- | ---------- |
| 1º dicembre 1985 | Sestriere       | Italia      | SL         |
| 22 dicembre 1985 | Kranjska Gora   | Jugoslavia  | SL         |
| 2 febbraio 1986  | Wengen          | Svizzera    | SL         |
| 25 febbraio 1986 | Lillehammer     | Norvegia    | SL         |
| 11 marzo 1986    | Heavenly Valley | Stati Uniti | SL         |

Legenda:

SL = slalom speciale

### Campionati jugoslavi
- 5 medaglie (dati parziali)[2]:
  - 4 ori (slalom gigante, slalom speciale nel 1985; slalom gigante nel 1986; supergigante nel 1987)
  - 1 argento (slalom speciale nel 1987)